# APILAS
APILAS, также АПИЛАС или «Апилас» (аббр. англ. Armor-Piercing Infantry Light Arm System — «лёгкая противотанковая система вооружения пехоты») — французская одноразовая ручная реактивная противотанковая граната. Применяется для разрушения укреплений и укрытий, а также для поражения бронированной техники. Огонь ведётся кумулятивными реактивными гранатами. Настраиваемые прицельные приспособления позволяют вести огонь с любого плеча (одинаково пригоден для использования левшой).

## История
На вооружение Сухопутных войск Франции эта РПГ была принята в 1983 году, при этом планировалось, что в период 1984—1988 годов будет поставлено около 72 тыс. APILAS. По состоянию на 2002 год, были изготовлены более 120 000 единиц APILAS.
Также, лицензия на производство APILAS была приобретена американской компанией «Olin/Winchester» у французской «Манюрэн» («Мануфактюр дс Машин дю О-Рэн»), в США он получил наименование «Стинг-шот», но подробные данные о его выпуске отсутствуют.

## Устройство
APILAS представляет собой пластиковую трубу с убирающимся прицелом, после выстрела прицел снимается и используется повторно. Гранатомёт имеет калибр 112 миллиметров, граната — 108 мм. Дальность стрельбы APILAS с плеча составляет от 25 до 300 метров, а при установке РПГ на треножный станок и использовании электронно-оптического прицела эффективная дальность стрельбы по танкам повышается до 500 м. В полёте граната стабилизируется вращением со скорость 15 об/сек. Вероятность попадания по неподвижной цели типа танк на дальности 300 метров, при стрельбе с плеча, достигает 0,96, а по цели, движущейся со скоростью 10 м/с (36 км/ч) — 0,73.

## Модификации
В начале 1990-х гг. была завершена работа над усовершенствованной модификацией гранаты (AB92).
Для организации лицензионного производства разработанной на основе гранаты APILAS противотанковой мины (известной под различными названиями: Apilas-Mine, Apajax или Minos) за рубежом для нужд армий НАТО был образован производственный консорциум в составе: Matra-Manurhin, GIAT и SERAT (Франция); British Aerospace и Hunting Engineering (Великобритания); Rheinmetall и Dynamit Nobel (ФРГ), Honeywell Sondertechnik (ФРГ/США).

## На вооружении
- Бельгия[3]
- Иордания — по результатам совместных испытаний с LAW 80 (в ходе которых предпочтение испытателей было отдано последнему) руководство вооружённых сил постановило закупить оба гранатомёта поровну, чтобы избежать трудностей в случае срыва поставок кем-либо из поставщиков[3][7]
- Испания[3]
- Италия[3]
- Кипр
- Колумбия
- Марокко
- Саудовская Аравия[3]
- США — первый показ боевых возможностей состоялся на Абердинском испытательном полигоне 14 июля 1981 г.,[8] закуплена опытная партия (70 РПГ), испытания проходили в период с 1 апреля по 31 июля 1983 г. там же. На вооружение не поступал[9]. Лицензию на производство в США под местным названием (Stingshot) с учётом ряда внесённых изменений, получила Winchester Group Defense Products (подразделение Olin Corporation), на заводах в Ист-Олтоне, штат Иллинойс, и Стамфорде, штат Коннектикут. Ввиду сохранения на вооружении M72A3 американское производство ограничилось выпуском малой партии в 1983—1984 гг.[10]
- Китайская Республика[3]
- Финляндия — по результатам совместных испытаний с LAW 80 было решено, что APILAS превзошёл своего британского конкурента[3][11]
- Франция — с 1985 года[2]
- Чили
- Украина[12][13]
- Республика Корея[3]

## Комментарии
1. ↑  Стальная катанная гомогенная броня.